# Carlos Batres
Pour les articles homonymes, voir Batres (homonymie).
Carlos Alberto Batres González est un arbitre de football guatémaltèque né le 2 avril 1968 dans la ville de Guatemala.

## Carrière d'arbitre
Carlos Batres est arbitre international depuis 1996. Le premier match international qu'il a dirigé est la rencontre opposant le Panama au Canada le 27 octobre 1996.
Il a officié en tant qu'arbitre pendant les tournois suivants :
- Coupe du monde de football 2002 et Coupe du monde de football 2010
- Phase qualificative de la coupe du monde de football 2006 et 2010
- Coupe des confédérations 2001 et 2003
- Gold Cup 2000, 2002, 2003, 2005 et 2007
- Coupe du monde des clubs 2006

Batres était également sélectionné pour la coupe du monde de football 2006 mais ne put y officier en raison d'une blessure.
Carlos Batres a officié durant la coupe du monde 2010 en Afrique du Sud.